# محمد لامین دانسوکو
محمد لامین دانسوکو (انگلیسی: Mohamed Lamine Dansoko؛ زادهٔ ۱۵ مارس ۱۹۹۸) دونده اهل گینه است.